# Stephos lamellatus
Stephos lamellatus är en kräftdjursart som beskrevs av Georg Ossian Sars 1902. Stephos lamellatus ingår i släktet Stephos och familjen Stephidae. Inga underarter finns listade i Catalogue of Life.